# Джурф ал Ахмар
Джурф ал Ахмар е департамент, разположен в регион Уадаи, Чад. Департаментът се поделя на под-префектурите: Ам Дам, Магране, Хауиш. Негов административен център е град Ам Дам.